# Saint-Pierre-le-Vieux (Saône-et-Loire)
Saint-Pierre-le-Vieux is een gemeente in het Franse departement Saône-et-Loire (regio Bourgogne-Franche-Comté) en telt 334 inwoners (1999). De plaats maakt deel uit van het arrondissement Mâcon.

## Geografie
De oppervlakte van Saint-Pierre-le-Vieux bedraagt 15,8 km², de bevolkingsdichtheid is 21,1 inwoners per km².
De onderstaande kaart toont de ligging van Saint-Pierre-le-Vieux (Saône-et-Loire) met de belangrijkste infrastructuur en aangrenzende gemeenten.

## Demografie
Onderstaande figuur toont het verloop van het inwonertal (bron: INSEE-tellingen).